# Zamašni moment
Zamašni moment je fizikalna veličina izvan SI sustava koja se prije koristila za opis rotacijskih strojeva. Danas se umjesto nje koristi veličina po imenu moment tromosti.
Definicija je:
{\displaystyle {\displaystyle G\cdot D^{2}=m\cdot g\cdot (2\cdot r)^{2}=m\cdot g\cdot 4\cdot r^{2}=4\cdot g\cdot I}}
s time da je
- Težina {\displaystyle {\displaystyle G}}
- Promjer {\displaystyle D=2\cdot r} (r: polumjer)
- gravitacijska konstanta {\displaystyle {\displaystyle g=9,81\;m/s^{2}\thickapprox 10\;m/s^{2}}}
- moment tromosti se umjesto {\displaystyle {\displaystyle I}} može označiti i s {\displaystyle {\displaystyle J}}

mjerna jedinica je njutn metar kvadratni {\displaystyle {\displaystyle [Nm^{2}]}}.

## Odnos s drugim veličinama
Treba razlikovati zamašni moment {\displaystyle {\displaystyle GD^{2}}}, moment tromosti  {\displaystyle {\displaystyle I}} i veličinu {\displaystyle {\displaystyle mD^{2}}}.
{\displaystyle {\begin{aligned}G&=m\cdot g\\D&=2\cdot r\\\\GD^{2}&=g\cdot mD^{2}\\&=4\cdot g\cdot I\\\\mD^{2}&={\frac {GD^{2}}{g}}\\&=4\cdot I\\\\I&={\frac {mD^{2}}{4}}\\&={\frac {GD^{2}}{4\cdot g}}\\\end{aligned}}}